# Metin Oktay
Metin Oktay (Esmirna, 2 de febrero de 1936-Estambul, 13 de septiembre de 1991) fue un futbolista y director técnico, uno de los goleadores más exitosos en la historia del fútbol turco.

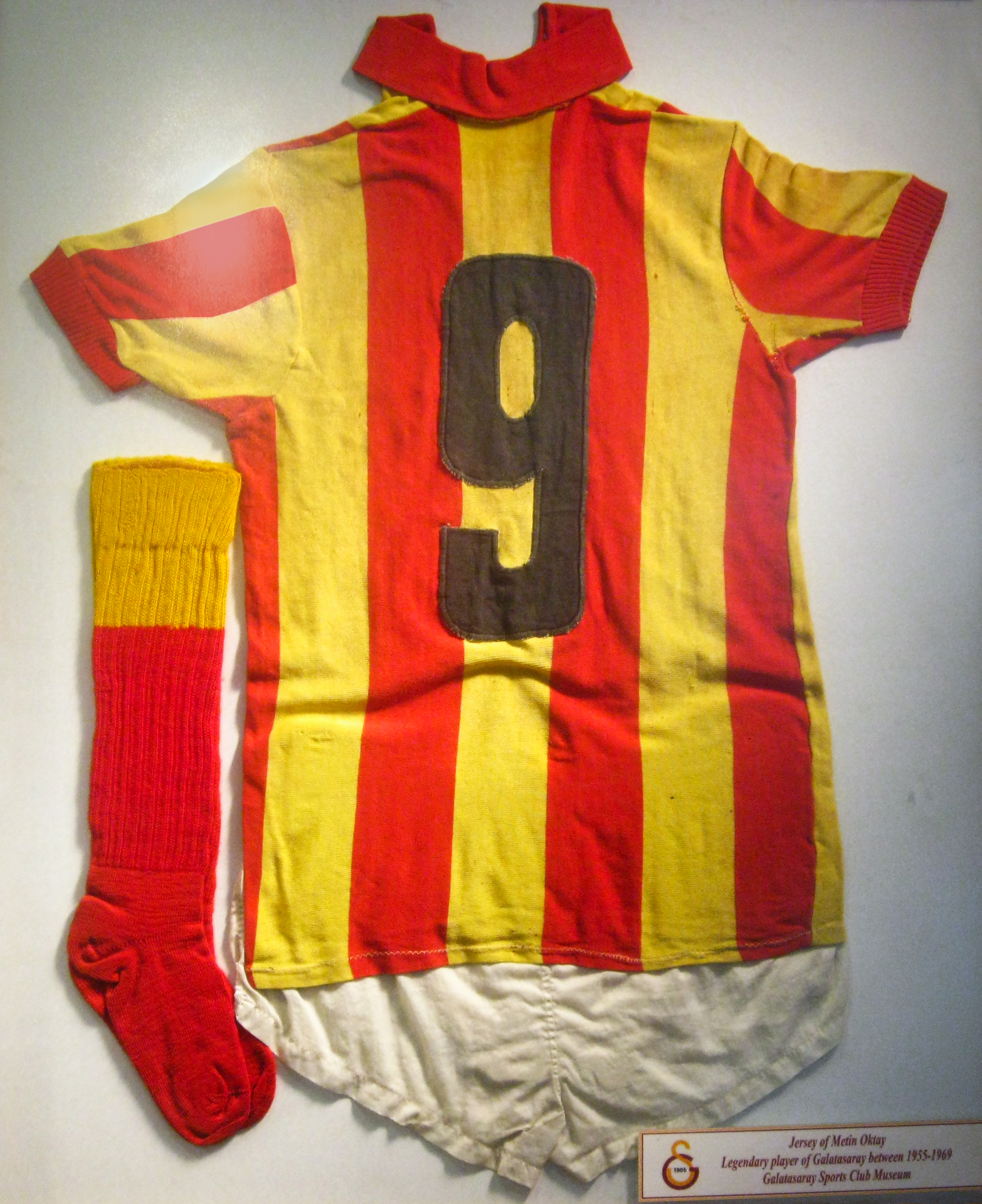
Vestimenta usada por Metin Oktay, exhibida en el museo del Galatasaray.

## Trayectoria
Metin Oktay comenzó su carrera en los clubes amateur, Damlacık en 1952 y Yun Mensucat en 1953, en 1954 debuta profesionalmente en el İzmirspor de la Liga de Izmir donde se consagra máximo goleador de la temporada con 17 goles. Para 1955 Gündüz Kılıç, entrenador y exfutbolista del Galatasaray lo lleva al club en donde firma contrato por cinco años con sólo 19 años de edad. A pesar de su corta edad, fue el máximo goleador en la Liga de Estambul, consiguiendo además el Galatasaray ganar el campeonato. Oktay fue el máximo goleador durante cuatro temporadas consecutivas en la Liga de Estambul y luego tres más en la Liga turca en 1959, 1960 y 1961, siete años consecutivos goleador en las competiciones que disputó.
Luego de una temporada en el US Palermo de Italia, vuelve con el Galatasaray hasta 1969. En 1963 anota el récord de 38 goles en la temporada, marca que solo sería superada 25 años más tarde por otro jugador del Galatasaray, Tanju Çolak que convirtió 39 goles en 1988.
En 1969 al final de su carrera estableció el récord de 217 goles convertidos en 252 partidos por la Superliga turca con un promedio de 0.86 goles por partido. Dicha marca fue superada con posterioridad por Tanju Çolak (240 goles), Hami Mandıralı (219 goles) y finalmente el 12 de agosto de 2007 por Hakan Şükür con 249 goles.
Fue también uno de los máximos anotadores frente a los clásicos rivales del Galatasaray, 18 goles frente al Fenerbahçe en el Clásico del fútbol turco, y 13 conquistas frente al Beşiktaş en el otro derbi de la ciudad.
Metin Oktay fue en todos los aspectos, un modelo para la juventud, y es considerado todavía por muchos como el mejor futbolista turco de todos los tiempos. Después de su carrera como jugador, fue entrenador asistente y entrenador del Galatasaray en la temporada 1969-70 y del Bursaspor por un par de años. Fue también miembro de la junta deportiva del Galatasaray en 1984 y trabajó además como periodista deportivo.
Metin Oktay falleció trágicamente el 13 de septiembre de 1991 en un accidente automovilístico en Estambul. El club Galatasaray inmortalizó su nombre en instalaciones deportivas del club de fútbol.

## Selección nacional
Metin Oktay fue 36 veces internacional con la selección de fútbol de Turquía desde 1955 a 1965, anotando 19 goles por su selección.

## Clubes
| Club           | País    | Año       | PJ  | Goles |
| -------------- | ------- | --------- | --- | ----- |
| Izmirspor      | Turquía | 1954-1955 | 18  | 17    |
| Galatasaray SK | Turquía | 1955-1961 | 78  | 80    |
| US Palermo     | Italia  | 1961-1962 | 12  | 3     |
| Galatasaray SK | Turquía | 1962-1969 | 180 | 137   |

## Distinciones individuales
- Como jugador
- Máximo goleador de la Superliga de Turquía (6 veces):

1959 (11 goles), 1959-60 (33 goles), 1960-61 (36 goles), 1962-63 (38 goles), 1964-65 (17 goles), 1968-69 (17 goles).
- Campeón de liga en 1962, 1963 y 1969 con el Galatasaray.
- Campeón de la Copa de Turquía en 1963, 1964, 1965 y 1966 con el Galatasaray.

## Apariciones
En 2019, el Galatasaray realizó un spot publicitario para concientizar sobre el peligro que suponía el uso del teléfono móvil al conducir. En este, Emre Akbaba maneja su automóvil de noche, y recoge a un viajero. Este le conversa sobre los peligros de no manejar concentrado, y luego de salvar milagrosamente de una violenta colisión, se da cuenta de que ese viajero es Metin Oktay.